# Selenwasserstoff
Selenwasserstoff, auch Monoselan, ist eine Verbindung aus Selen und Wasserstoff. Sie entsteht beim Auflösen salzartiger Selenide in verdünnten Säuren. Selenwasserstoff ist ein farbloses, äußerst giftiges Gas mit unangenehm fauligem Geruch. Bereits einmaliges Einatmen kleiner Mengen führt zu unangenehmen, lange anhaltenden Reizungen der Schleimhäute (sogenannter „Selenschnupfen“). Selenwasserstoff ist giftiger als Schwefelwasserstoff. Bei Laborversuchen, bei denen auch nur sehr geringe Mengen Selenwasserstoff entstehen, muss unbedingt unter einem Abzug gearbeitet werden und ein gasdichter Schutzanzug getragen werden.
Selenwasserstoff dient in der Halbleiter- und Elektronikindustrie zur Dotierung von Halbleitern.

## Physikalische Eigenschaften

Strukturformel von Selenwasserstoff, H_{2}Se

Selenwasserstoff ist gewinkelt gebaut (Bindungswinkel 91°), die Bindungslänge Se–H beträgt 146 pm.
| Eigenschaft            | Wert       |
| ---------------------- | ---------- |
| Kritische Temperatur   | 138 °C     |
| Kritischer Druck       | 8,92 MPa   |
| Kritische Dichte       | 0,76 kg/l  |
| Tripelpunkt Temperatur | −65,65 °C  |
| Tripelpunkt Druck      | 0,2738 bar |

## Chemische Eigenschaften
Im Vergleich zu Schwefelwasserstoff ist Selenwasserstoff ein stärkeres Reduktionsmittel. Wässrige Lösungen von Selenwasserstoff reagieren mit Luftsauerstoff, wobei rotes Selen ausfällt.

## Herstellung
Zu reinem Selenwasserstoff führt im Labor das Auflösen von trockenem Aluminiumselenid in Wasser, oder eine Reaktion der Elemente bei 400 °C:
{\displaystyle \mathrm {Al_{2}Se_{3}+6\ H_{2}O\longrightarrow \ 3\ H_{2}Se+2\ Al(OH)_{3}} }
{\displaystyle \mathrm {H_{2}+Se\longrightarrow H_{2}Se} }

## Verwendung
Durch Reaktion mit einer Kaliumantimonyltartratlösung kann Antimon(III)-selenid hergestellt werden.